# کنجی تاکاهاشی (بازیکن فوتبال، زاده ۱۹۸۵)
کنجی تاکاهاشی (ژاپنی: 髙橋 健史؛ زادهٔ ۱ ژانویهٔ ۱۹۸۵) یک بازیکن فوتبال اهل ژاپن است.
از باشگاه‌هایی که در آن بازی کرده‌است می‌توان به باشگاه فوتبال توکوشیما ورتیس اشاره کرد.